# Basketball-Weltmeisterschaft 1990
Die 11. Basketball-Weltmeisterschaft der Herren fand in Argentinien mit 16 Teilnehmerstaaten statt.

## Teilnehmerstaaten
| Gruppe A    | Gruppe B            | Gruppe C           | Gruppe D    |
| ----------- | ------------------- | ------------------ | ----------- |
| Puerto Rico | Brasilien           | Vereinigte Staaten | Sowjetunion |
| Jugoslawien | Australien          | Griechenland       | Argentinien |
| Venezuela   | Italien             | Spanien            | Kanada      |
| Angola      | Volksrepublik China | Südkorea           | Ägypten     |

## Qualifikationsrunde 1

### Gruppe A
| Gruppe A    | Gruppe A | Gruppe A    |
| ----------- | -------- | ----------- |
| Jugoslawien | 92 – 84  | Venezuela   |
| Puerto Rico | 78 – 75  | Angola      |
| Jugoslawien | 92 – 79  | Angola      |
| Puerto Rico | 88 – 74  | Venezuela   |
| Puerto Rico | 82 – 75  | Jugoslawien |
| Venezuela   | 83 – 77  | Angola      |

| Team           | Pts | G | P | PF  | PC  | Dif |
| -------------- | --- | - | - | --- | --- | --- |
| 1. Puerto Rico | 6   | 3 | 0 | 248 | 224 | 24  |
| 2. Jugoslawien | 5   | 2 | 1 | 259 | 245 | 14  |
| 3. Venezuela   | 4   | 1 | 2 | 241 | 257 | −16 |
| 4. Angola      | 3   | 0 | 3 | 231 | 253 | −22 |

### Gruppe B
| Gruppe B   | Gruppe B  | Gruppe B            |
| ---------- | --------- | ------------------- |
| Australien | 106 – 85  | Volksrepublik China |
| Brasilien  | 125 – 109 | Italien             |
| Brasilien  | 138 – 95  | Volksrepublik China |
| Italien    | 94 – 89   | Australien          |
| Australien | 69 – 68   | Brasilien           |
| Italien    | 115 – 76  | Volksrepublik China |

| Team                   | Pts | G | P | PF  | PC  | Dif  |
| ---------------------- | --- | - | - | --- | --- | ---- |
| 1. Brasilien           | 5   | 2 | 1 | 331 | 273 | 58   |
| 2. Australien          | 5   | 2 | 1 | 264 | 247 | 17   |
| 3. Italien             | 5   | 2 | 1 | 318 | 290 | 28   |
| 4. Volksrepublik China | 3   | 0 | 3 | 256 | 359 | −103 |

### Gruppe C
| Gruppe C           | Gruppe C  | Gruppe C     |
| ------------------ | --------- | ------------ |
| Vereinigte Staaten | 103 – 95  | Griechenland |
| Spanien            | 130 – 101 | Südkorea     |
| Vereinigte Staaten | 146 – 67  | Südkorea     |
| Griechenland       | 102 – 93  | Spanien      |
| Vereinigte Staaten | 95 – 85   | Spanien      |
| Griechenland       | 119 – 76  | Südkorea     |

| Team                  | Pts | G | P | PF  | PC  | Dif  |
| --------------------- | --- | - | - | --- | --- | ---- |
| 1. Vereinigte Staaten | 6   | 3 | 0 | 344 | 247 | 97   |
| 2. Griechenland       | 5   | 2 | 1 | 316 | 272 | 44   |
| 3. Spanien            | 4   | 1 | 2 | 308 | 298 | 10   |
| 4. Südkorea           | 3   | 0 | 3 | 244 | 395 | −151 |

### Gruppe D
| Gruppe D    | Gruppe D | Gruppe D    |
| ----------- | -------- | ----------- |
| Sowjetunion | 97 – 77  | Argentinien |
| Kanada      | 83 – 68  | Ägypten     |
| Argentinien | 96 – 88  | Kanada      |
| Sowjetunion | 102 – 76 | Ägypten     |
| Sowjetunion | 90 – 81  | Kanada      |
| Argentinien | 82 – 65  | Ägypten     |

| Team           | Pts | G | P | PF  | PC  | Dif |
| -------------- | --- | - | - | --- | --- | --- |
| 1. Sowjetunion | 6   | 3 | 0 | 289 | 234 | 55  |
| 2. Argentinien | 5   | 2 | 1 | 255 | 250 | 5   |
| 3. Kanada      | 4   | 1 | 2 | 252 | 254 | −2  |
| 4. Ägypten     | 3   | 0 | 3 | 209 | 267 | −58 |

## Qualifikationsrunde 2

### Gruppe E
| Gruppe E           | Gruppe E  | Gruppe E           |
| ------------------ | --------- | ------------------ |
| Vereinigte Staaten | 104 – 100 | Argentinien        |
| Puerto Rico        | 89 – 79   | Australien         |
| Vereinigte Staaten | 79 – 78   | Australien         |
| Puerto Rico        | 92 – 76   | Argentinien        |
| Puerto Rico        | 81- 79    | Vereinigte Staaten |
| Australien         | 95 – 91   | Argentinien        |

| Team                  | Pts | G | P | PF  | PC  | Dif |
| --------------------- | --- | - | - | --- | --- | --- |
| 1. Puerto Rico        | 6   | 3 | 0 | 262 | 234 | 28  |
| 2. Vereinigte Staaten | 5   | 2 | 1 | 262 | 259 | 3   |
| 3. Australien         | 4   | 1 | 2 | 252 | 259 | −7  |
| 4. Argentinien        | 3   | 0 | 3 | 267 | 291 | −24 |

### Gruppe F
| Gruppe F     | Gruppe F  | Gruppe F     |
| ------------ | --------- | ------------ |
| Jugoslawien  | 105 – 86  | Brasilien    |
| Sowjetunion  | 75 – 57   | Griechenland |
| Jugoslawien  | 100 – 77  | Sowjetunion  |
| Griechenland | 103 – 88  | Brasilien    |
| Jugoslawien  | 77 – 67   | Griechenland |
| Sowjetunion  | 110 – 100 | Brasilien    |

| Team            | Pts | G | P | PF  | PC  | Dif |
| --------------- | --- | - | - | --- | --- | --- |
| 1. Jugoslawien  | 6   | 3 | 0 | 282 | 230 | 52  |
| 2. Sowjetunion  | 5   | 2 | 1 | 262 | 257 | 5   |
| 3. Griechenland | 4   | 1 | 2 | 227 | 240 | −13 |
| 4. Brasilien    | 3   | 0 | 3 | 274 | 318 | −44 |

## Finalrunden

### Halbfinale
| Sowjetunion | 98 – 82 | Puerto Rico        |
| Jugoslawien | 99 – 91 | Vereinigte Staaten |

### Platz 3
| Vereinigte Staaten | 107 – 105 | Puerto Rico |

### Finale
| Jugoslawien | 92 – 75 | Sowjetunion |

## Endstände
| RF | Team               |
| -- | ------------------ |
| 1  | Jugoslawien        |
| 2  | Sowjetunion        |
| 3  | Vereinigte Staaten |
| 4  | Puerto Rico        |
| 5  | Brasilien          |
| 6  | Griechenland       |
| 7  | Australien         |
| 8  | Argentinien        |